# Wenlou
Wenlou (kinesiska: 文楼) är en köping i sydöstra Kina. Den ligger i Huazhou i staden Maoming i provinsen Guangdong, omkring 310 kilometer väster om provinshuvudstaden Guangzhou. Antalet invånare är 48 811. Befolkningen består av 22 728 kvinnor och 26 083 män. Barn under 15 år utgör 29,0 %, vuxna 15-64 år 59 %, och äldre över 65 år 10,0 %.